# Gérard Charasse
Pour les articles homonymes, voir Charasse.
Gérard Charasse, né le 26 mars 1944 au Vernet (Allier) où il est mort le 18 juin 2023, est un homme politique français.
Après avoir été adhérent du Mouvement des démocrates de Michel Jobert, il est membre du Parti radical de gauche. Il fut député de l'Allier de 1997 à 2017, conseiller général de l'Allier de 1998 à 2015 et maire du Vernet (banlieue de Vichy) de 1977 à 2001.

## Biographie

### Éléments personnels
Gérard Charasse est chargé de mission d'inspection de l'enseignement technique.
Il est un lointain cousin de Michel Charasse, ancien collaborateur de François Mitterrand, ministre du Budget et sénateur du Puy-de-Dôme, ensuite membre du Conseil constitutionnel.

### Carrière politique
Il commence sa carrière politique le 17 juin 1977 en étant élu maire du Vernet, sa commune natale. Il exerce cette fonction jusqu'au 18 mars 2001, date à laquelle il tente, sans succès, de ravir la mairie de Vichy à Claude Malhuret. Il échoue, dans sa seconde tentative, du 16 mars 2008 avec un écart de 273 voix.
Le 1er juin 1997, il est élu député dans la 4e circonscription de l'Allier en battant le député sortant Claude Malhuret, maire UDF de Vichy. À l'Assemblée nationale, il siège alors avec le groupe radical-citoyen-vert, composante de la « Majorité plurielle ».
Il est réélu le 16 juin 2002, après avoir à nouveau battu Claude Malhuret (désormais étiqueté UMP) en obtenant 51,79 % des voix au second tour.
Le 17 juin 2007, il est réélu pour un troisième mandat, en battant encore une fois Claude Malhuret (UMP) avec 56,54 % des suffrages au second tour. Il est apparenté au groupe socialiste, radical et citoyen, dont il est vice-président. Il est membre de la commission de la Défense.
Il est élu pour la quatrième fois le 17 juin 2012, cette fois dans la 3e circonscription de l'Allier, la 4e ayant été supprimée dans le cadre du redécoupage des circonscriptions de 2010. Avec 57,37 % des suffrages exprimés, il bat pour la quatrième fois Claude Malhuret au second tour. Le taux de participation s'élève à 59,99 %.
Il est élu secrétaire de l’Assemblée nationale le 27 juin 2012, et fait partie de facto du Bureau de la chambre basse.
Lors des vœux présentés le 25 janvier 2016 à Cusset, Gérard Charasse annonce qu'il ne sera pas candidat aux élections législatives de 2017, et qu'il « ne votera pas la loi constitutionnelle sur la déchéance de nationalité »,.
Il meurt le 18 juin 2023 au Vernet.

## Détail des mandats et fonctions

### Mandats nationaux
- 1er juin 1997 - 18 juin 2002 : Député pour la 4e circonscription de l'Allier
- 19 juin 2002 - 19 juin 2007 : Député pour la 4e circonscription de l'Allier
- 19 juin 2007 - 19 juin 2012 : Député pour la 4e circonscription de l'Allier
- 20 juin 2012 - 20 juin 2017 : Député pour la 3e circonscription de l'Allier
- 27 juin 2012 – 20 juin 2017 : Secrétaire de l’Assemblée nationale

### Mandats départementaux
- 23 mars 1998 - 29 mars 2015 : Conseiller général de l'Allier pour le canton de Cusset-Sud
- 23 mars 1998 - 18 mars 2001 : Vice-président du conseil général de l'Allier

### Mandats municipaux
- 17 juin 1977 - 13 mars 1983 : Maire du Vernet
- 14 mars 1983 - 19 mars 1989 : Maire du Vernet
- 20 mars 1989 - 18 juin 1995 : Maire du Vernet
- 19 juin 1995 - 18 mars 2001 : Maire du Vernet
- 19 mars - 25 juillet 2001 : Conseiller municipal de Vichy
- 17 mars - 16 avril 2008 : Conseiller municipal de Vichy